# Neka (Verwaltungsbezirk)
Neka (persisch شهرستان نکا) ist ein Schahrestan in der Provinz Mazandaran im Iran. Er enthält die Stadt Neka, welche die Hauptstadt des Verwaltungsbezirks ist. Der Verwaltungsbezirk liegt am Kaspischen Meer.

## Kreise
Der Verwaltungsbezirk gliedert sich in folgende Kreise:
- Zentral (بخش مرکزی)
- Hezar Jerib (بخش هزارجریب)

## Demografie
Bei der Volkszählung 2016 betrug die Einwohnerzahl des Schahrestan 119.511. Die Alphabetisierung lag bei 86 Prozent der Bevölkerung. Knapp 51 Prozent der Bevölkerung lebten in urbanen Regionen.
| Zensusjahr | Einwohnerzahl |
| ---------- | ------------- |
| 2011       | 111.944       |
| 2016       | 119.511       |